# Ivica Dimčevski
Ivica Dimčevski (in macedone Ивица Димчевски?; Skopje, 27 giugno 1989) è un cestista macedone.

## Carriera
Con la Macedonia ha disputato i Campionati europei del 2011.

## Palmarès
- Coppa di Macedonia: 1

Rabotnički Skopje: 2015